# Dany Dauberson
Dany Dauberson, all'anagrafe Suzanne Marguerite Renée Gauche (Le Creusot, 16 gennaio 1925 – Marsiglia, 16 marzo 1979), è stata una cantante e attrice francese.

## Biografia
Ha rappresentato la Francia all'Eurovision Song Contest 1956 con il brano Il est là insieme a Mathé Altéry, che ha cantato Le temps perdu.
Nel 1967 è rimasta coinvolta in un terribile incidente d'auto in cui ha perso la vita l'attrice Nicole Berger.

## Filmografia
- Passaporto per l'oriente, regia di Romolo Marcellini, Emil E. Reinert, Wolfgang Staudte, Montgomery Tully, Géza von Cziffra e Irma von Cube (1951)
- Soirs de Paris, regia di Jean Laviron (1954)
- Slim Callaghan... il duro (Et par ici la sortie), regia di Willy Rozier (1957)
- Rififi internazionale (Du rififi à Paname), regia di Denys de La Patellière (1966).